# Naturschutzgebiet Ehemaliger Kalksteinbruch bei Eichhof
Das Naturschutzgebiet Ehemaliger Kalksteinbruch bei Eichhof ist ein Naturschutzgebiet im Ortsteil Eichhof der Gemeinde Kürten im Rheinisch-Bergischen Kreis.

## Beschreibung
Das Schutzgebiet umfasst am südöstlichen, bachnahen Hang eines Wiesentals ein artenreiches Feldgehölz, das am Nordrand mit der efeubewachsenen, wenig hohen Felswand eines ehemaligen Kalksteinbruchs abschließt.

## Vegetation und Schutz
Die Krautschicht in dem von der Hainbuche (Carpinus betulus) dominierten, vormals stärker aufgelichteten Bestand weist auf den Waldmeister-Buchenwald als potenzielle natürliche Vegetation hin. Der Wert des Naturschutzgebietes betrifft insbesondere die Funktion als Lebensraum des Feldgehölzes für krautige Pflanzen sowie der Biotopvernetzung als Trittstein für die Vegetation von Kalkbuchenwäldern in der Paffrather Kalkmulde.
Der Schutz dient zur Erhaltung und Wiederherstellung des so genannten Kalkhangwäldchens Steinbüchel mit seiner hohen Artenvielfalt und regionaler Bedeutung als Trittsteinbiotop. Der Schutz erfolgt insbesondere wegen seines Lerchenspornvorkommens. Im Einzelnen werden folgende Schutzzwecke festgesetzt: 
- Erhaltung und Entwicklung des Hangwaldes als Lebensraum gefährdeter und seltener Pflanzenarten, insbesondere von Geophyten und angepassten Pflanzenarten auf kalkhaltigen Böden,
- Erhaltung und Sicherung eines Landschaftsteils eines Kalksteinbruches mit Felsspalten, Kaulen und Kalklehmböden als wertvolle seltene ökologische Sonderstandorte.[1]

## Pflanzen des Naturschutzgebietes

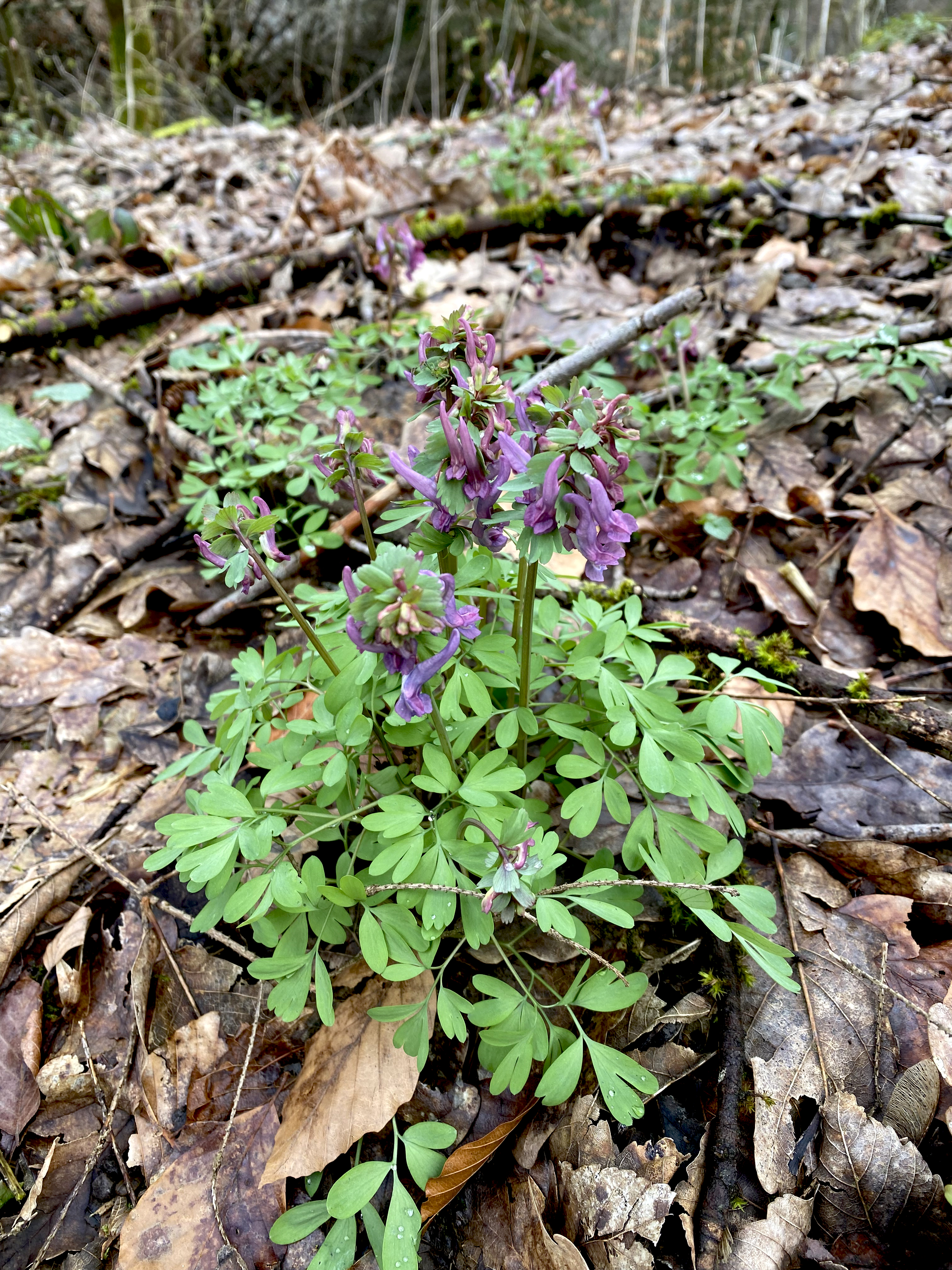
Gefingerter Lerchensporn (Kalk liebend)
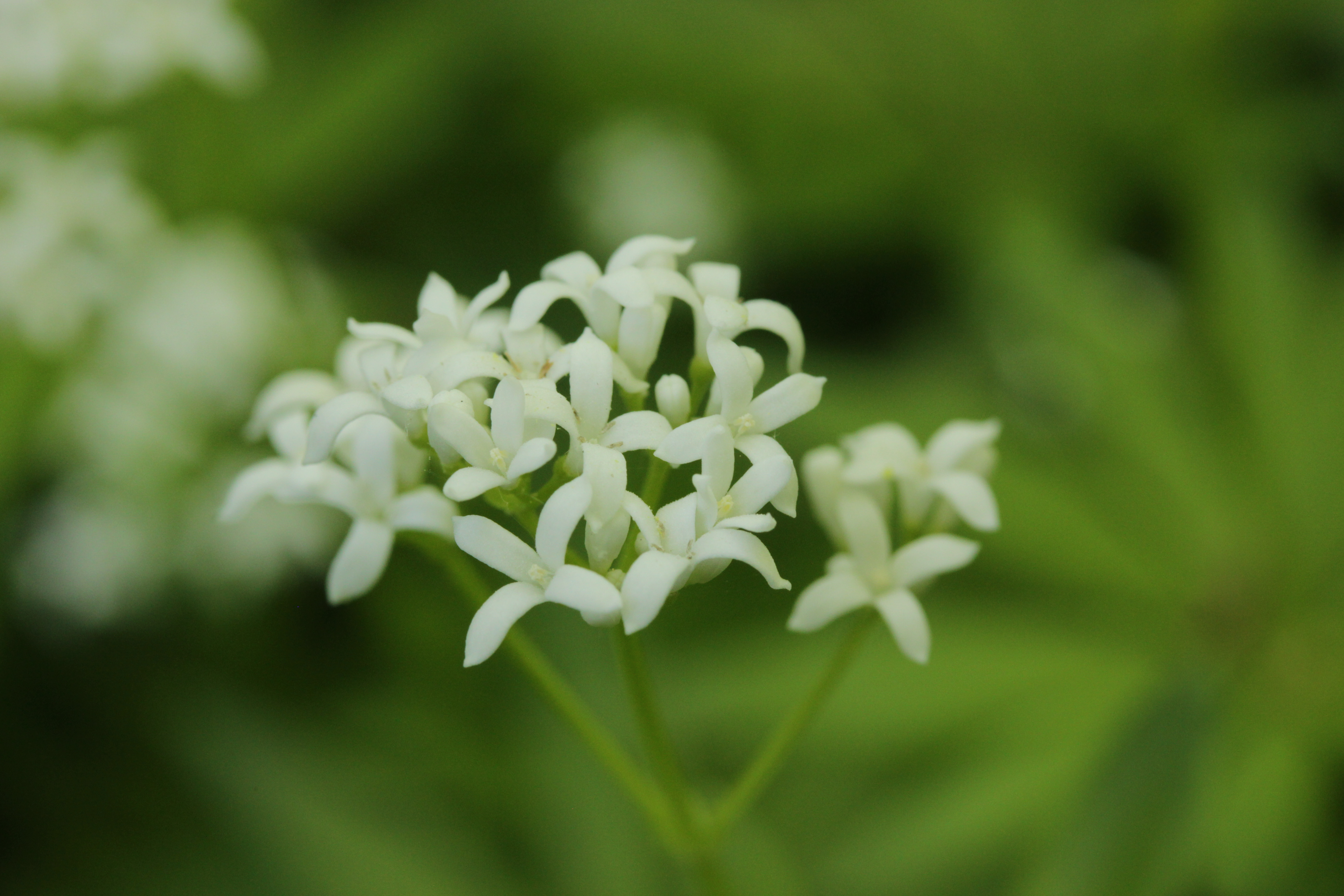
Waldmeister
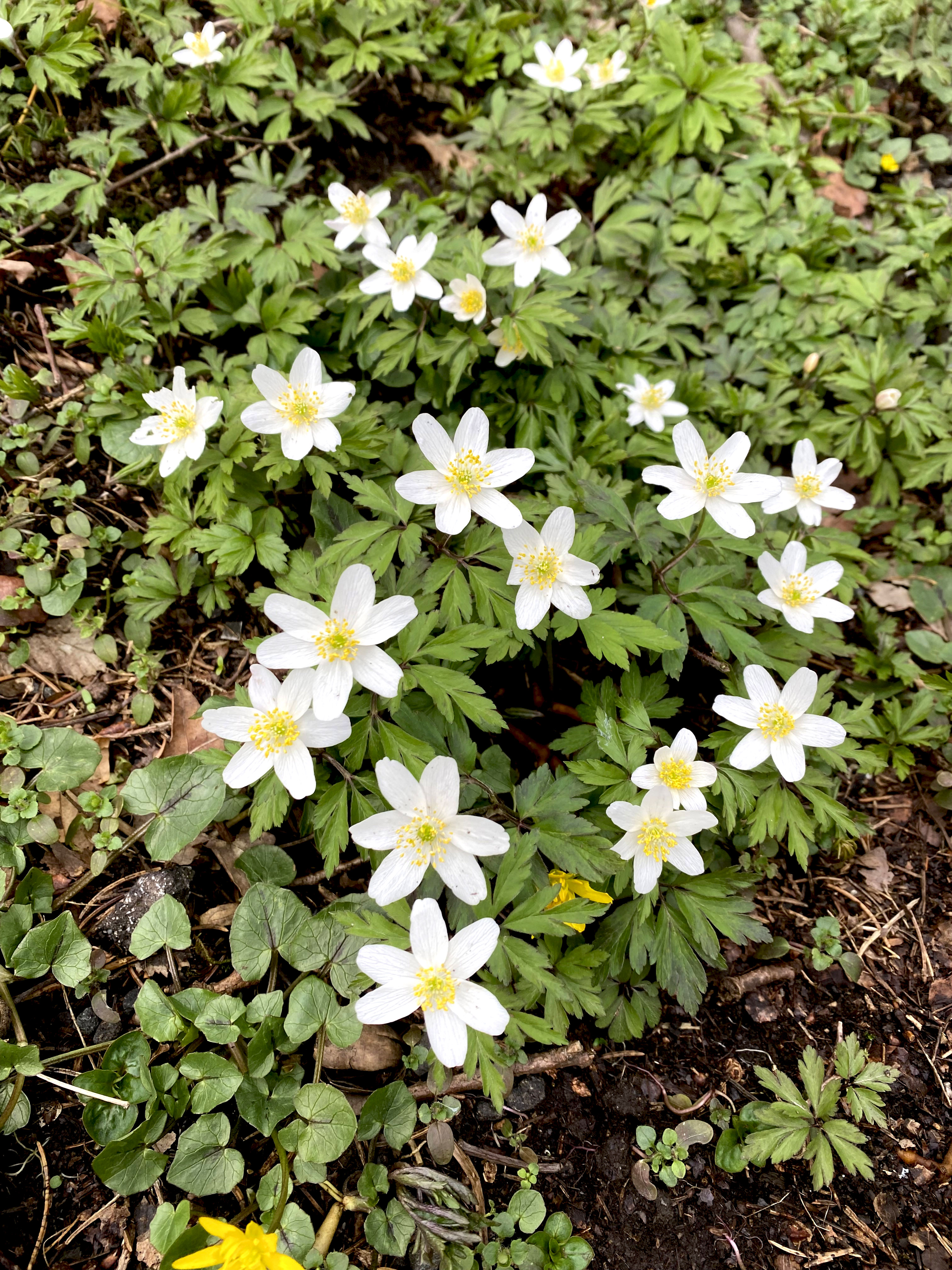
Buschwindröschen
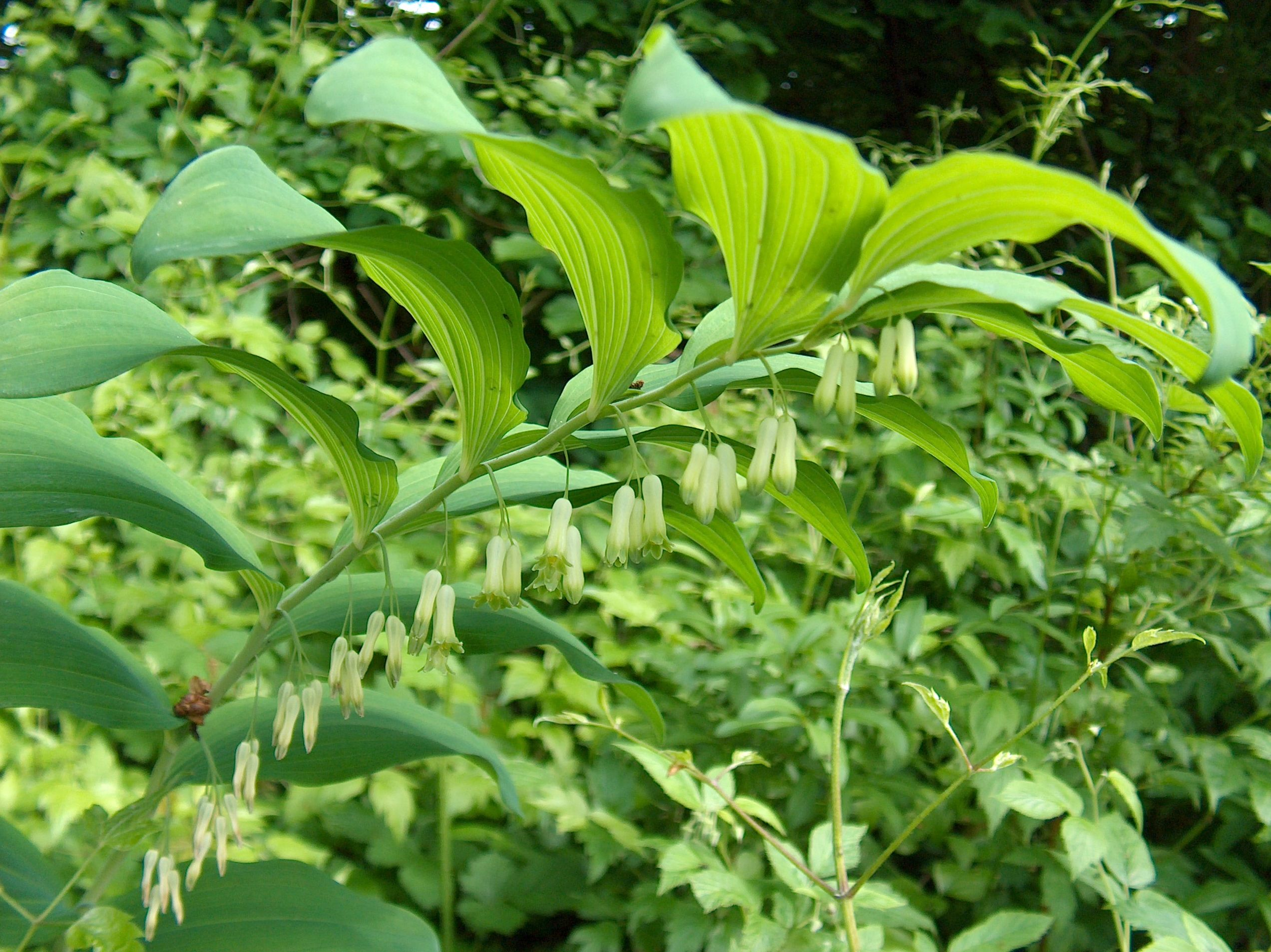
Vielblütige Weißwurz
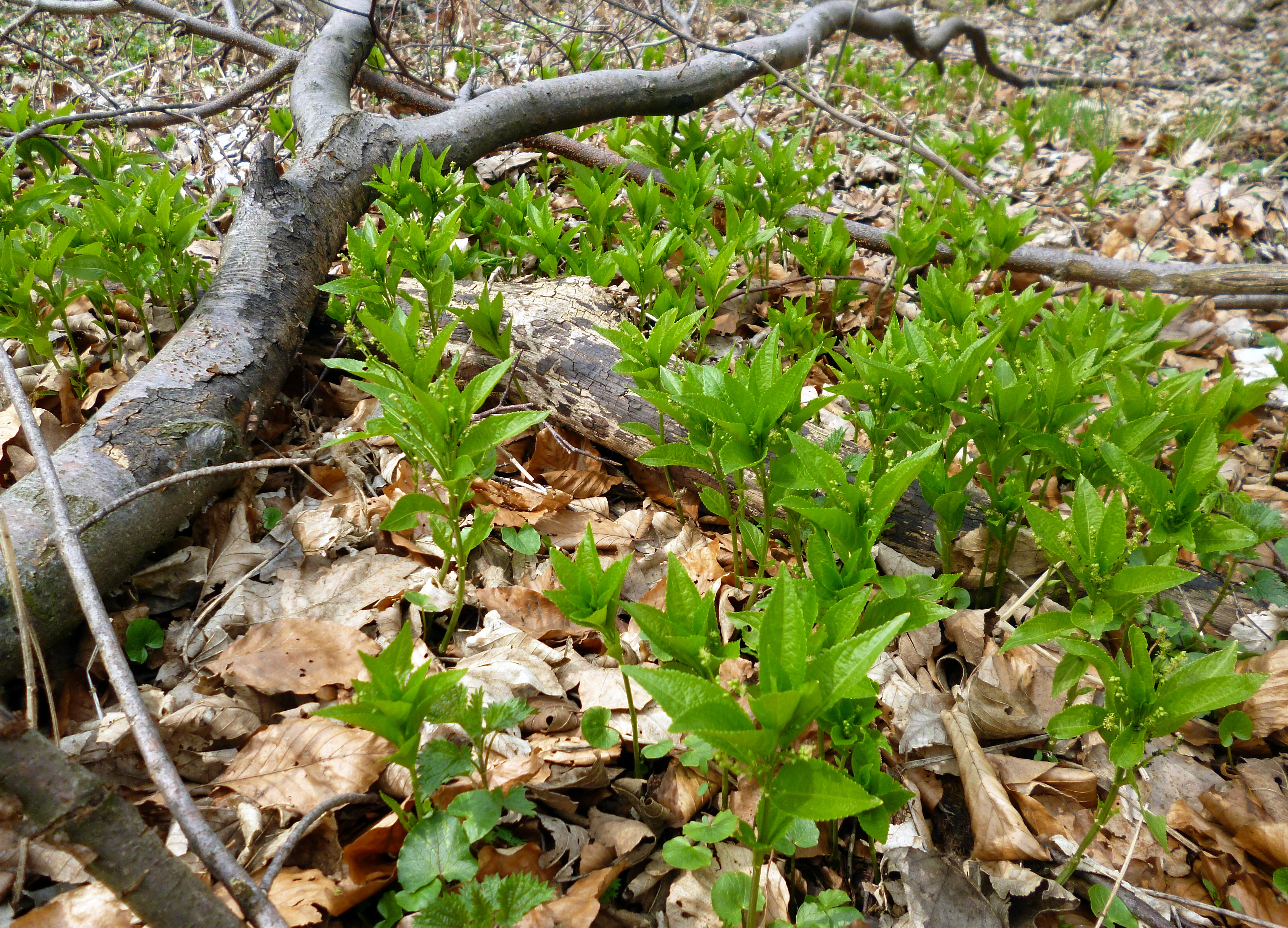
Wald-Bingelkraut
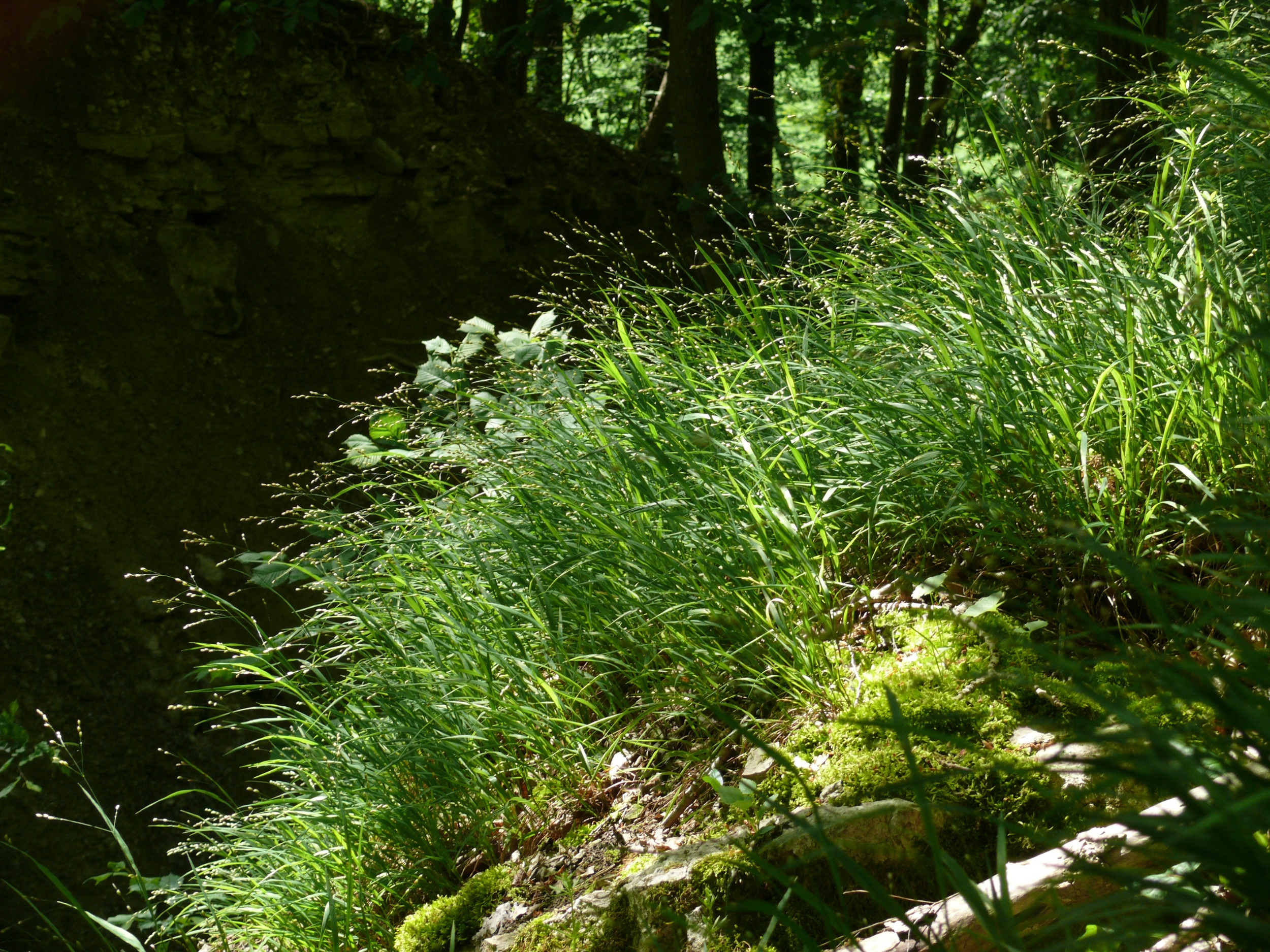
Einblütiges Perlgras